# Maorineta
Maorineta es un género de arañas araneomorfas de la familia Linyphiidae. Se encuentra en Oceanía.

## Lista de especies
Según The World Spider Catalog 12.0:
- Maorineta acerba Millidge, 1988
- Maorineta ambigua Millidge, 1991
- Maorineta gentilis Millidge, 1988
- Maorineta minor Millidge, 1988
- Maorineta mollis Millidge, 1988
- Maorineta sulcata Millidge, 1988
- Maorineta tibialis Millidge, 1988
- Maorineta tumida Millidge, 1988